# Інтернет-мобілізація

Плакат мобілізації «Зміни себе — зміни країну. Проголосуй!», метою якої було закликати людей не ігнорувати президентські вибори 2010

Інтернет-мобілізація — технологія масового залучення людей за допомоги інтернету до вирішення певних проблем або досягнення поставлених цілей. Інструменти мобілізації в інтернеті: соціальні мережі, блоги та мікроблоги, вірусне відео, флешмоби, петиції та масові звернення.

## Використання
Технологію інтернет-мобілізації використовують представники НУО, політики, ініціативні групи. У Росії, Ірані, Молдові за допомогою інтернету представники опозиції привертають увагу до політв'язнів, організовують акції протесту. У Сполучених Штатах Америки, зокрема велику роль у популярності й перемозі Барака Обами відіграли інтернет-технології Web 2.0.

## Інтернет-мобілізація в Україні

### Дублювання фільмів українською мовою

Банер з сайту Кінопереклад

У 2006-му році кабмін видав постанову про обов'язкове дублювання та титрування всіх іноземних фільмів українською мовою. Задля дослідження попиту на нововведення, перший дубльований мультфільм «Тачки» пустили у прокат і українською, і російською мовами, з однаковою кількістю фільмокопій. Після закінчення прокату мультфільму, з'ясувалося — українська версія перемогла з перевагою у 15%.
Проте, подібна позиція не влаштовувала проросійські організації та політичні сили. Вони почали вимагати скасування постанови про обов'язковий дубляж. Як реакція на подібні заяви в українському інтернеті почався збір підписів під петицією про відмову ходити до кінотеатру на сеанси з озвученими російською мовою фільмами.
За короткий період часу під петицією підписалися 5 302 людини, замість запланованої тисячі. Чого ще досягла ініціатива:
- створено сайт Kino-pereklad [Архівовано 29 лютого 2012 у Wayback Machine.];
- збільшено обізнаність преси та громадськості в питаннях кіноперекладу;
- підписано Меморандум про співпрацю між дистриб'юторами, демонстраторами і урядом;
- будуються одразу три студії дублювання, і дві з них — з ліцензією Dolbi Digital.

### Збережи старий Київ
Збережи Старий Київ — громадський рух проти незаконних, на думку активістів, забудов у Києві.

### Збережи старий Львів
Збережи старий Львів — онлайн спільнота львів'ян, які борються з руйнуванням історико-архітектурної спадщини Львова.
Ініціатива пішла з публікації в LiveJournal-спільноті misto_lviv [Архівовано 30 травня 2009 у Wayback Machine.]. У публікації розповідалось про готель, який мали побудувати на перехресті вулиць Вірменська-Краківська. Готель, на думку автора публікації, не відповідав історичній забудові цього району. Згодом ініціатори створили закриту LiveJournal-спільноту для координації. Також відбулася оффлайн-зустріч людей, які вирішили боротися з будовою активно і за межами інтернету. Після кількох таких зустрічей учасники організували акцію протесту під стінами Ратуші, а потім ще одну. Акції протесту призвели до виходу проблеми на Всеукраїнський рівень та відмови інвестора від будівництва готелю на Вірменській-Краківській.

### Зміни себе— зміни країну. Проголосуй!

Логотип інтернет-мобілізації

У жовтні 2009 року в Україні розпочалась перша планова мобілізаційна кампанія в інтернеті. Мета кампанії — збільшення явки на Виборах Президента України 2010 року з 50.9% станом на липень 2009 року до 75-80%. Для досягнення поставлених цілей учасники мобілізації використовуватимуть виключно інтернет-інструменти. Окрім запланованої явки, наприкінці кампанії планується вихід електронної брошури з детальним описом напрацьованої технології.

## Виноски
1. ↑  Кінопереклад. Архів оригіналу за 6 травня 2010. Процитовано 5 листопада 2009.
2. ↑  Про «Збережи старий Львів». Архів оригіналу за 3 серпня 2009. Процитовано 5 листопада 2009. [Архівовано 2009-08-03 у Wayback Machine.]
3. ↑  Соціологічне дослідження Центру Разумкова. Архів оригіналу за 31 травня 2014. Процитовано 5 листопада 2009. [Архівовано 2014-05-31 у Wayback Machine.]
4. ↑  Спільнота інтернет-мобілізації в LiveJournal. Архів оригіналу за 31 грудня 2009. Процитовано 5 листопада 2009.